# Liste der Naturdenkmale in Simmertal
Die Liste der Naturdenkmale in Simmertal nennt die im Gemeindegebiet von Simmertal ausgewiesenen Naturdenkmale (Stand 7. März 2024).

## Naturdenkmale
| Nr.         | Bezeichnung | Lage                                                  | Beschreibung                                                                 | Bild                                    |
| ----------- | ----------- | ----------------------------------------------------- | ---------------------------------------------------------------------------- | --------------------------------------- |
| ND-7133-404 | Baumgruppe  | nordöstlich des Ortes; Flur Haulschied am Weiher Lage | Quercus sp., zwei Bäume, Fagus sylvatica, einer von ursprünglich zwei Bäumen | Direkt Bild zu diesem Denkmal hochladen |